# Caraboidea
Caraboidea, natporodica insekata u redu tvrdokrilaca. Sastoji se od dve porodice s preko 39 000 vrsta, a većina pripada porodici trčuljaka.

## Porodice
1. Carabidae Latreille, 1802
2. Trachypachidae C. G. Thomson, 1857